# .uk

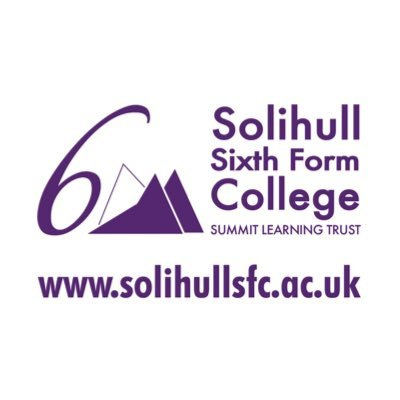
Przykładowa strona domeny

.uk jest domeną internetową przypisaną dla stron internetowych z Wielkiej Brytanii. Zwykle nie jest ona używana samodzielnie, a razem z poddomeną (np. .co.uk, .org.uk). Drugą domeną przypisaną do tego kraju jest .gb, lecz nie jest ona używana.

## Domeny stopnia drugiego
- ac.uk - szkolnictwo wyższe, placówki naukowe i towarzystwa
- co.uk - ogólnego przeznaczenia (zazwyczaj komercyjnych)
- gov.uk - strony rządowe (centralne i lokalne)
- judiciary.uk - sądy (do wprowadzenia w najbliższej przyszłości)
- ltd.uk - spółek z ograniczoną odp.
- me.uk - ogólnego przeznaczenia (zazwyczaj osobiste)
- mod.uk - Ministerstwo Obrony Narodowej i Sił HM stron publicznych
- net.uk - dostawcy usług internetowych i przedsiębiorstwa sieciowe
- nhs.uk - National Health Service - służba zdrowia
- nic.uk - korzystanie tylko z sieci (Nominet UK)
- org.uk - ogólnego przeznaczenia (zazwyczaj dla non-profit)
- parliament.uk -  parlamentarna (tylko dla parlamentu brytyjskiego i szkockiego parlamentu)
- plc.uk - spółki akcyjne
- police.uk - policyjne
- sch.uk - lokalne władze oświatowe, szkoły podstawowe i średnie, edukacja społeczności.